# Shiray Kaka
Shiray Kaka (Hamilton, 26 maart 1995) is een Nieuw-Zeelands rugbyspeler.

## Carrière
Kaka won met de ploeg van Nieuw-Zeeland tijdens de Olympische Zomerspelen van Tokio de olympische gouden medaille.

## Erelijst

### Rugby Seven
- Olympische Zomerspelen:  2021